# Henri Nallet

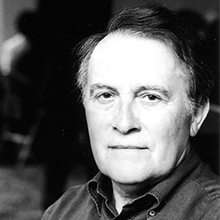
Henri Nallet (2008)

Henri Nallet (* 6. Januar 1939 in Bergerac, Département Dordogne; † 29. Mai 2024) war ein französischer Politiker der Parti socialiste.

## Laufbahn
Henri Nallet war der Sohn eines Optikers. Er studierte am Institut d’études politiques in Bordeaux Politikwissenschaft und Öffentliches Recht.
1966 bis 1970 war er Funktionär der Fédération nationale des syndicats d'exploitants agricoles (FNSEA), einem Gewerkschaftsdachverband für Landwirte. Anschließend wechselte er zum Institut national de la recherche agronomique, einer landwirtschaftlichen Versuchs- und Beratungsanstalt. 1973 wurde er Assistent von Jean Charlot in der Bildungs- und Forschungsabteilung für Politikwissenschaften (Unité de formation et de recherche de science politique) an der Université Paris 1 Panthéon-Sorbonne.
Nach der Wahl von François Mitterrand zum Staatspräsidenten wurde Nallet in der Funktion eines Beraters für Landwirtschaft in das Kabinett berufen und wurde damit Mitglied des Generalsekretariats der Regierung. Im Jahre 1985 löste er unter der Regierung (Premierminister) Laurent Fabius Michel Rocard als Landwirtschaftsminister ab. Dieses Amt übte er zwischen dem 4. April 1985 und dem 20. März 1986 sowie erneut zwischen dem 28. Juni 1988 und dem 2. Oktober 1990 (unter der Regierung Michel Rocard) aus. Direkt anschließend war er als Nachfolger von Pierre Arpaillange unter der Regierung Michel Rocard (später Édith Cresson) bis zum 2. April 1992 Justizminister von Frankreich.
Henri Nallet vertrat für die Sozialistische Partei Frankreichs das Département Yonne von 1986 bis 1988 und erneut zwischen 1997 und 1999 in der Nationalversammlung. Er war von 1989 bis 1998 Bürgermeister der burgundischen Kleinstadt Tonnerre.
Von 1992 bis 1997 war Nallet Staatsrat (Conseiller d’État). 1992 war er Berater der Europäischen Bank für Wiederaufbau und Entwicklung. 1998 war er Vizepräsident der Sozialdemokratischen Partei Europas. Außerhalb seiner beruflichen Karriere unterstützte er die karitative Organisation Les Restos du Cœur bei ihrem Aufbau.